# Pădurea Reșca
Pădurea Reșca este o arie protejată de interes național ce corespunde categoriei a IV-a IUCN (rezervație naturală de tip forestier) situată în județul Olt, pe teritoriul administrativ al comunelor Dobrosloveni și Fărcașele.

## Localizare
Aria naturală cu o suprafață de 50 hectare se află în partea centrală a județului Olt, în hotarele nord-estice ale satelor Reșca și Hotărani, lângă drumul județean (DJ642 Dobrosloveni - Fărcașu de Jos), în imediata apropiere a rezervației naturale Iris - Malu Roșu.

## Descriere
Rezervația naturală a fost declarată arie protejată prin Hotărârea de Guvern Nr.2151 din 30 noiembrie 2004 (privind instituirea regimului de arie naturală protejată pentru noi zone) și reprezintă o zonă împădurită din lunca dreaptă a Oltului Inferior, cu scop de protecție pentru specii arboricole (stejarul lui Nae - monument al naturii) și ierboase.

## Biodiversitate

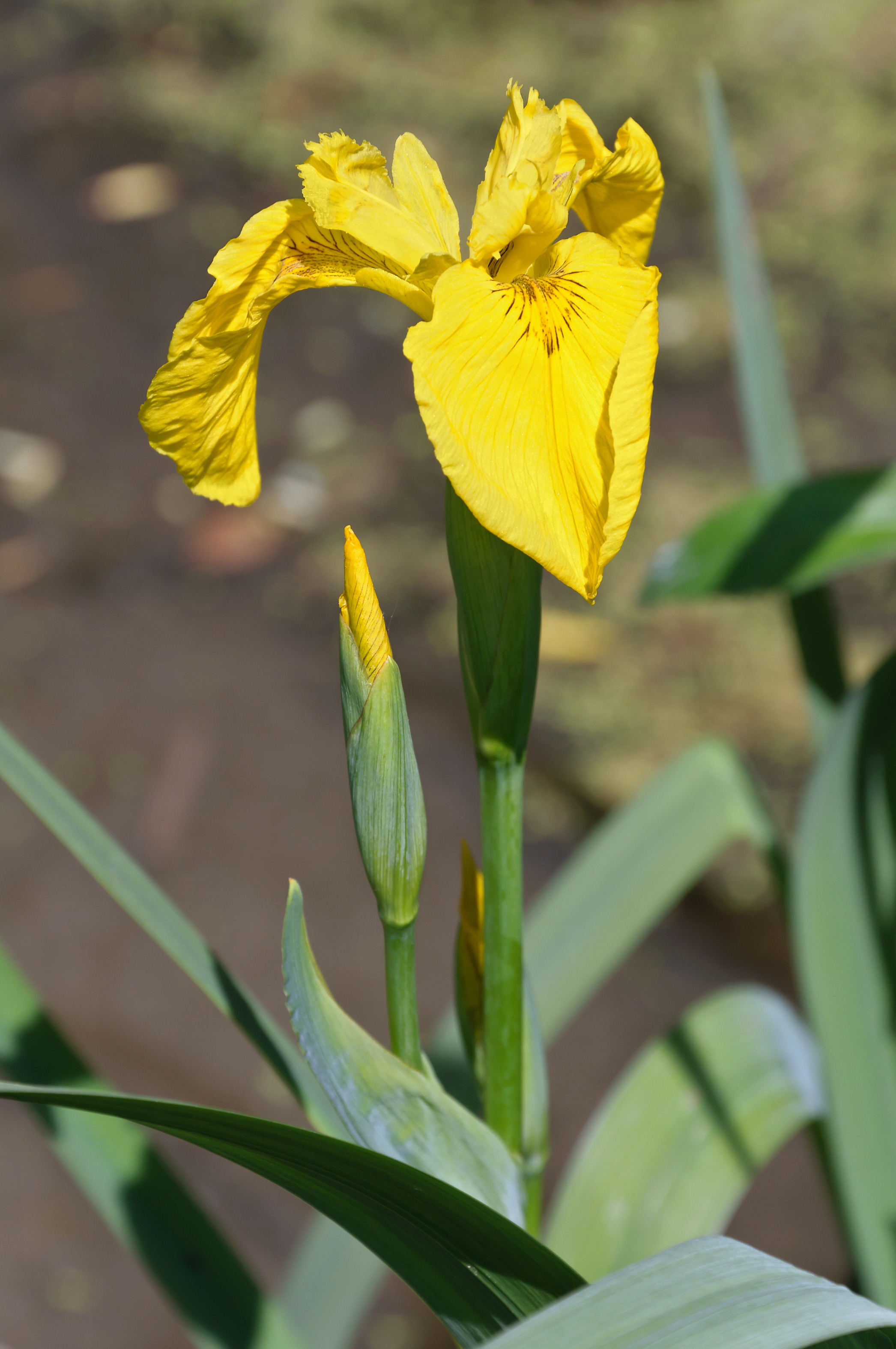
Stânjenel-de-baltă (Iris pseudacorus)

Aria protejată dispune de tipuri de habitate cu păduri ripariene mixte (stejar, frasin și ulm), păduri subatlantice în amestec (stejar și carpen), păduri de gârniță și păduri aluvionare de luncă (salcie și plop alb).
Aria naturală adăpostește o mare varietate de faună și floră cu exemplare rare (unele protejate prin lege) specifice zonei de interferență a Câmpiei Romanaților cu Câmpia Boianului (subdiviziuni ale Câmpiei Române). 
Flora este constituită din specii arboricole cu stejar (Quercus robur), frasin (Fraxinus augustifolia), velniș (Ulmus laevis), gârniță (Querqus frainetto), ulm de câmp (Ulmus minor), carpen (Carpinus betulus), chiparos-de-baltă (Taxodium distichum)salcie (Salix alba) sau plop alb (Populus alba). 
La nivelul ierburilor sunt întâlnite plante cu specii de: lalea pestriță (Frittilaria meleagris), stânjenel-de-baltă (Iris pseudacorus), lalea-de-crâng (Tulipa bibersteniniana), măzăriche (Vicia lutea), sânișoară (Saniculea europaea).
Fauna este reprezentată de specii de mamifere (rozîtoare: șoarece de câmp, chițcan de câmp, pârș de alun), păsări (barză albă, barză neagră, corb) și insecte.